# Typhochrestus hesperius
Typhochrestus hesperius är en spindelart som beskrevs av Thaler 1984. Typhochrestus hesperius ingår i släktet Typhochrestus och familjen täckvävarspindlar.
Artens utbredningsområde är Kanarieöarna. Inga underarter finns listade i Catalogue of Life.